# التقسيمات الإدارية في النرويج
شكل النرويج الممدود ، والحواجز الجغرافية الداخلية العديدة ، والمستوطنات المنتشرة والمنفصلة على نطاق واسع ، كلها عوامل أثرت بشدة على هيكل التقسيمات الإدارية للبلد. وقد اختلف هذا الهيكل بمرور الوقت ويخضع لمراجعة مستمرة. في عام 2017 ، قررت الحكومة إلغاء بعض المقاطعات ودمجها مع مقاطعات أخرى لتشكيل مقاطعات أكبر ، مما قلل عدد المقاطعات من 19 إلى 11 ، والذي تم تنفيذه في 1 يناير 2020.